# Nouveau Grand Jeu
 (août 2023).
Le Nouveau Grand Jeu est un concept géostratégique qui désigne la rivalité des grandes puissances pour la domination de l'Eurasie depuis la fin de la Seconde Guerre mondiale. L'expression se réfère au « Grand Jeu » proprement dit, qui s'est déroulé pendant le XIXe siècle et la première moitié du XXe siècle.

## Présentation
Les spécialistes de la géopolitique actuelle parlent d'un « Nouveau Grand Jeu » pour désigner la lutte d'influence contemporaine entre les États-Unis, la Russie et la Chine en Asie,.

## Grand Jeu et guerre froide
- Bloc de l'Ouest, (OTAN)
- Bloc de l'Est (Pacte de Varsovie)
- Rideau de fer
- Pays neutre
- Mouvement des non-alignés

L'Europe au temps du Rideau de fer, vers 1955.
Bloc de l'Ouest, (OTAN)
Bloc de l'Est (Pacte de Varsovie)
Pays neutre
Mouvement des non-alignés.

Après la victoire des Alliés de la Seconde Guerre mondiale qui marque l'élimination militaire, sinon idéologique du « pôle nationaliste », le « Grand Jeu » se joue entre les vainqueurs, entre l'URSS et ses satellites auxquels se joignent en 1949 la Chine populaire et en 1959 Cuba, et le « pôle libéral » : cet affrontement géopolitique qui porte la dénomination de « Guerre froide », est marqué sur le terrain par des frontières fortifiées et très contrôlées appelées « Rideau de fer » et localement, « Mur de Berlin ». Il se manifeste à travers le monde, notamment pendant et après la décolonisation, par un grand nombre de guerres localisées, coups d'État, mises en place de dictatures de droite et de gauche, mouvements de guérilla, guerres civiles soutenues par l'un ou l'autre « camp », où s'impliquent activement la CIA et le KGB, et dont les exemples les plus connus sont la guerre de Corée, la guerre du Vietnam, la guérilla du « Che » Guevara en Bolivie, le renversement du Négus en Éthiopie et de Salvador Allende au Chili, les guerres en Afghanistan et d'autres.
Ces affrontements drainent, au détriment du développement et de la coopération internationale, d'immenses ressources naturelles, scientifiques, technologiques et intellectuelles, et présentent un lourd bilan en vies humaines. Les théâtres d'opérations, notamment africains et sud-asiatiques, en sortent exsangues, instables, fertiles en mouvements extrémistes, privés d'infrastructures leur permettant de profiter de leurs propres ressources, constellés de mines anti-personnel qui continuent à tuer, et affectés d'une émigration endémique notamment des personnes les plus instruites.
À partir de 1970, la Chine communiste s'éloigne du bloc de l'Est et mène sa propre politique, devenant de plus en plus une rivale de l'URSS.

## Années 1990
Le « Grand Jeu » a été réactivé par les conflits consécutifs à la dislocation de l'URSS et de la Yougoslavie : guerre d'Ossétie de 1991-1992, guerre du Dniestr de 1992, guerres de Bosnie en 1992-1996, d'Abkhazie et du Kosovo en 1998, crise russo-géorgienne de 2006, guerre d'Ossétie de 2008, crise de Crimée, séparatisme russe d'Ukraine, mais aussi les conflits en Asie centrale ex-soviétique (l'Ouzbékistan, le Kirghizistan, le Tadjikistan et le Turkménistan se trouvant confrontés à de graves problèmes économiques et politiques avec la chute de la zone rouble en 1993, la fin des subventions de Moscou et l'afflux de pétrodollars assortis d'idéologies religieuses visant à ré-islamiser ces pays laïcs où la pratique religieuse est faible), qui provoquent une guerre civile au Tadjikistan (1992-1997) et des massacres en Ouzbékistan. La Russie laisse donc dans une certaine mesure place à l'influence de la Turquie, elle aussi laïque mais alliée des États-Unis, qui cherchent à prendre pied dans la région. L'Iran, inquiet de cette influence à tendance laïque, entre en scène.
Dans ce contexte, en 1997, Zbigniew Brzeziński, ancien conseiller du président des États-Unis Jimmy Carter, publie Le Grand Échiquier qui prône une version du « Grand Jeu » adaptée au XXIe siècle, visant à « contenir » tant la Russie, que la Chine et l'islamisme.
La politique américaine, souvent imbriquée avec des intérêts privés pétroliers, se trouve dans une position ambiguë qu'illustre la situation en Afghanistan. Les États-Unis soutiennent d'abord les talibans, puis changent peu à peu d'orientation à partir de 2000 et surtout après les attentats du 11 septembre 2001.

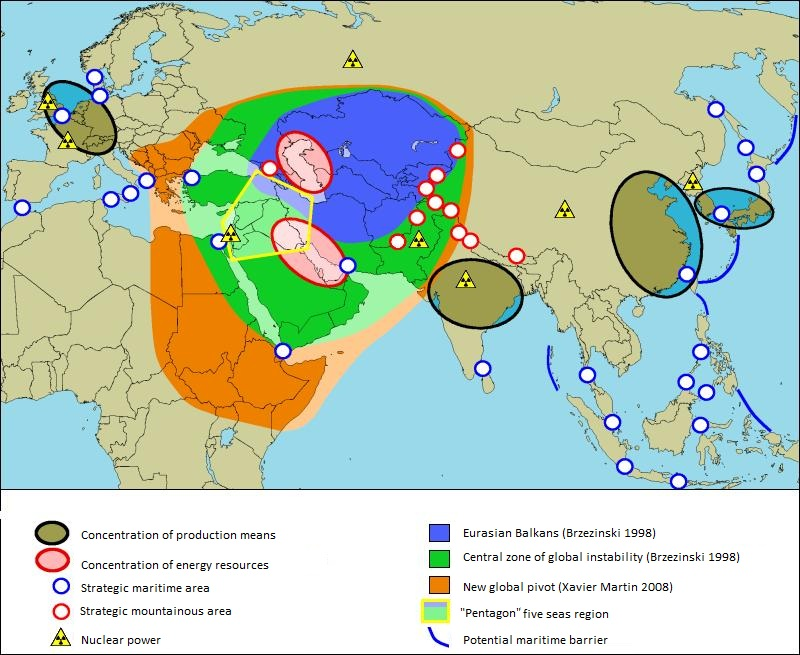
Carte géopolitique du Nouveau Grand Jeu.

Les Américains refusent toutefois d'abandonner leur unilatéralisme, et s'apprêtent à intervenir en Irak, ce qui provoque de la part de la Russie la création avec la Chine et les pays de l'Asie centrale de l'Organisation de coopération de Shanghai. Le « Grand Jeu », qui aurait pu être évité par un renforcement de la lutte anti-terroriste commune entre Américains et Russes, est donc réactivé en 2002-2003.
La position de la Russie s'explique selon leur nouvelle représentation stratégique qui s'élabore à la fin des années 1990. L'incapacité des organisations internationales à gérer les crises, et surtout la vision unipolaire et néo-conservatrice de l'administration Bush qui instrumentalise les nouveaux entrants dans l'Union européenne (discours sur la Vieille Europe de Donald Rumsfeld et Dick Cheney), avec l'affaire des boucliers anti-missiles, ainsi que la position américaine vis-à-vis de l'Irak et de l'Iran, déterminent les Russes à réintroduire le « Grand Jeu » dans leur relation avec l'Occident. À Moscou, l'idée d'un consensus global et d'un rapprochement entre la Russie et l'Occident, avec ses modèles sociaux et politiques, est enterrée : place au nationalisme, à la soviéto-nostalgie, à l'affrontement, à une gouvernance autoritaire, à une presse aux ordres, à l'assimilation de tout ce qui vient de l'Ouest au « fascisme ». C'est la nouvelle ligne, que les experts qualifient de pessimisme stratégique poutinien.
Cette persistance du « Grand Jeu » va de pair avec le succès, dans beaucoup d'instances dirigeantes et d'académies militaires, économiques et politiques, de l'idée, popularisée par le politologue Samuel Huntington, que le monde serait le théâtre d'un « choc de civilisations » opposées, campées chacune sur un continent, idée combattue par l'économiste Joseph Stiglitz selon lequel, s'il y a bien un choc de civilisations sur notre planète mondialisée, il n'est pas tant géopolitique ou militaire, que social et individuel : c'est à l'intérieur de chaque société, et dans la mentalité de chaque citoyen que se télescopent des visions du monde, des ressources et de l'« autre » héritées de l'Antiquité, du Moyen Âge, du XIXe siècle ou plus modernes, avec les différents modèles familiaux, identitaires, économiques, sociaux et politiques qui en sont issus, et qui se confrontent dans l'arène politique et culturelle, dégénérant parfois en guerres civiles.

### XXIè siècle
À partir de 2008, après les interventions militaires américaines en Asie centrale, le Rimland redevient le « ventre mou » de la Russie, ouvrant un nouveau bloc de confrontation géopolitique. La Russie s'implique militairement en Géorgie (2008), Syrie (2015), Haut-Karabagh (cessez-le-feu, 2020),  et sur six fronts simultanés en Ukraine depuis 2022. L'« arc des crises » s'étend de l'Asie centrale à la Mer Noire, dressant un nouveau front opposant la Russie à l’« Occident collectif ». Le retrait des troupes américaines d'Afghanistan en 2021 provoque un vide géopolitique régionale. Le développement des gazoducs et oléoducs est au centre des conflits, culminant avec le sabotage des gazoducs Nord Stream en septembre 2022. Le nouveau Grand Jeu se caractérise par la présence de la Chine comme pôle de pouvoir, menant de nombreux accords géopolitiques depuis 2013 pour son programme de développement majeur de la Nouvelle route de la soie. La présence de ce troisième pôle et son emplacement sur la carte en font un partenaire idéal pour la Russie qui peut alors mener sa propre campagne de distanciation avec l'Europe.
Outre le traditionnel front indo-pacifique, la Chine et les États-Unis s'affrontent dans ce contexte sur le terrain des dix pays de l’Association des nations de l'Asie du Sud-Est (ASEAN), pays stratégiquement positionnés dans ce grand conflit, et où la stabilité politique reste encore à solidifier.
Au XXIème siècle, le nouveau Grand Jeu trouve aussi son terrain d'expression sur les réseaux sociaux. Lors de son premier mandat, le président américain Donald Trump a fait de son compte Twitter un outil de guerre géopolitique : En 2018, sur 4.124 tweets publiés par le président américain, 113 tweets ont fait référence à la Russie, 50 à la Chine, 21 à l'Iran. La domination de l’univers numérique devient le nouveau grand jeu, forçant les Nations à se replier sur un protectionnisme numérique pour défendre leurs frontières.
Selon le journaliste Pierre Haski, l'Europe est l'une des grandes perdantes de cette ébullition géopolitique mondiale, tiraillée sur l'échiquier mondial entre les blocs ultra-agressifs américain et russe.